# Elvin Mammadov
Elvin Mammadov (en azerí: Elvin Məmmədov; n. Tovuz, 18 de julio de 1988) es un futbolista azerí que juega en la demarcación de centrocampista para el FK Qäbälä de la Liga Premier de Azerbaiyán.

## Biografía
Debutó en el año 2005 con el PFC Turan Tovuz de su ciudad natal. Jugó en el equipo hasta el mercado invernal de 2008, momento en el que se fue traspasado al Inter Baku. Ganó su primer título con su nuevo club, alzándose con la Liga Premier de Azerbaiyán en 2008. Tras dos años, fichó por el FK Qarabağ Agdam, y posteriormente con el FK Baku, con el que ganó la Copa de Azerbaiyán en 2012. En el mercado de verano de 2014, fichó de nuevo por el FK Inter Baku.

## Selección nacional
Debutó con la selección de fútbol de Azerbaiyán el 20 de agosto de 2008 en un partido amistoso contra Islandia. Su primer partido importante lo disputó el 6 de septiembre del mismo año, siendo un partido de clasificación para la Copa Mundial de Fútbol de 2010. Un mes y cinco días después, anotó su primer gol con la selección en un partido contra Baréin. 

### Goles internacionales
| 1.                                | 15 de octubre de 2008   | Al Muharraq Stadium, Arad, Baréin                   | Baréin              | 1-2 | 1-2 | Amistoso                                             |
| 2.                                | 5 de septiembre de 2009 | Lankaran City Stadium, Lankaran, Azerbaiyán         | Finlandia           | 1-0 | 1-2 | Clasificación para la Copa Mundial de Fútbol de 2010 |
| 3.                                | 10 de octubre de 2009   | Rheinpark Stadion, Vaduz, Liechtenstein             | Liechtenstein       | 0-2 | 0-2 | Clasificación para la Copa Mundial de Fútbol de 2010 |
| 4.                                | 3 de marzo de 2010      | Stade Josy Barthel, Luxemburgo (ciudad), Luxemburgo | Luxemburgo          | 1-2 | 1-2 | Amistoso                                             |
| 5.                                | 26 de mayo de 2010      | Sportzentrum Seekirchen, Seekirchen, Austria        | Moldavia            | 1-0 | 1-1 | Amistoso                                             |
| 6.                                | 29 de mayo de 2010      | Sportplatz Bischofshofen, Bischofshofen, Austria    | Macedonia del Norte | 1-3 | 1-3 | Amistoso                                             |
| 7.                                | 11 de agosto de 2010    | Tofik Bakhramov Stadium, Bakú, Azerbaiyán           | Kuwait              | 1-0 | 1-1 | Amistoso                                             |
| Actualizado a 16 de enero de 2014 |                         |                                                     |                     |     |     |                                                      |

## Clubes
Actualizado al último partido jugado el 19 de noviembre de 2017.
| Temporada | Club        | Liga                       | Liga     | Liga  | Copa     | Copa  | Continental | Continental | Total    | Total | Total |
| Temporada | Club        | Liga                       | Partidos | Goles | Partidos | Goles | Partidos    | Goles       | Partidos | Goles |       |
| --------- | ----------- | -------------------------- | -------- | ----- | -------- | ----- | ----------- | ----------- | -------- | ----- | ----- |
| 2005–06   | Turan Tovuz | Liga Premier de Azerbaiyán | 12       | 1     |          |       | -           | -           | 12       | 1     |       |
| 2006–07   | Turan Tovuz | Liga Premier de Azerbaiyán | 22       | 1     |          |       | -           | -           | 22       | 1     |       |
| 2007–08   | Turan Tovuz | Liga Premier de Azerbaiyán | 13       | 1     |          |       | -           | -           | 13       | 1     |       |
| 2007–08   | Inter Baku  | Liga Premier de Azerbaiyán | 9        | 1     |          |       | -           | -           | 9        | 1     |       |
| 2008–09   | Inter Baku  | Liga Premier de Azerbaiyán | 18       | 4     |          |       | 3           | 0           | 21       | 4     |       |
| 2009–10   | Qarabağ     | Liga Premier de Azerbaiyán | 28       | 1     |          |       | 6           | 2           | 34       | 3     |       |
| 2010–11   | Qarabağ     | Liga Premier de Azerbaiyán | 29       | 1     | 1        | 0     | 5           | 0           | 35       | 1     |       |
| 2011–12   | Baku        | Liga Premier de Azerbaiyán | 19       | 0     | 3        | 0     | -           | -           | 22       | 0     |       |
| 2012–13   | Baku        | Liga Premier de Azerbaiyán | 28       | 2     | 5        | 0     | 2           | 0           | 35       | 2     |       |
| 2013–14   | Baku        | Liga Premier de Azerbaiyán | 26       | 1     | 1        | 0     | -           | -           | 27       | 1     |       |
| 2014–15   | Inter Baku  | Liga Premier de Azerbaiyán | 25       | 2     | 4        | 1     | 1           | 1           | 30       | 4     |       |
| 2015–16   | Qarabağ     | Liga Premier de Azerbaiyán | 13       | 1     | 0        | 0     | 6           | 0           | 19       | 1     |       |
| 2015–16   | Zira        | Liga Premier de Azerbaiyán | 15       | 2     | 0        | 0     | –           | –           | 15       | 2     |       |
| 2016–17   | Zira        | Liga Premier de Azerbaiyán | 25       | 3     | 3        | 0     | –           | –           | 28       | 3     |       |
| 2017–18   | Qäbälä      | Liga Premier de Azerbaiyán | 6        | 1     | 0        | 0     | 3           | 0           | 9        | 1     |       |
| Total     | Total       | Total                      | 288      | 22    | 17       | 1     | 26          | 3           | 331      | 26    |       |

## Palmarés

### Campeonatos nacionales
| Título                     | Club          | País       | Año  |
| -------------------------- | ------------- | ---------- | ---- |
| Liga Premier de Azerbaiyán | FK Inter Baku | Azerbaiyán | 2008 |
| Copa de Azerbaiyán         | FK Baku       | Azerbaiyán | 2012 |